# Сарно
Сарно (итал. Sarno) је насеље у Италији у округу Салерно, региону Кампанија.
Према процени из 2011. у насељу је живело 28837 становника. Насеље се налази на надморској висини од 24 м.

## Становништво
| 1931.  | 1936.  | 1951.  | 1961.  | 1971.  | 1981.  | 1991.  | 2001.  | 2011.  |
| ------ | ------ | ------ | ------ | ------ | ------ | ------ | ------ | ------ |
| 20.989 | 21.998 | 26.469 | 30.256 | 30.663 | 30.479 | 31.509 | 31.059 | 31.030 |